# Sephanoides sephaniodes
El picaflor chico (en Chile)' o picaflor rubí (en Argentina) (Sephanoides sephaniodes), también llamado  pingarita o simplemente picaflor (en Chile), o colibrí austral, es una especie de ave apodiforme de la familia Trochilidae, una de las dos pertenecientes al género Sephanoides. Es el picaflor más austral de América, especie nativa de Chile y Argentina. Corresponde a una de once especies de colibríes en Chile (incluyendo especies con registros errantes), importante para culturas indígenas, especialmente del extremo sur del continente americano. Habita en bosques con sectores floridos, cerca de aguadas y jardines, en donde se alimenta de néctar e insectos.

## Distribución y hábitat
Su distribución abarca la mitad sur de Chile y el suroeste de Argentina. En Chile va desde el valle del Huasco (Región de Atacama), en su límite norte, hasta Magallanes y Tierra de Fuego por el sur; incluso ha llegado a la isla Robinson Crusoe en el Pacífico a 560 km aguas afuera de la costa chilena, donde existe una población residente. En Argentina se encuentra desde Neuquén hacia el sur hasta Tierra del Fuego. Las poblaciones más australes migran hacia tierras bajas del centro sur de Argentina en los inviernos australes, llegando hasta la costa atlántica de Chubut. Registrado como vagante en las islas Malvinas.
Esta especie es considerada localmente común en varios hábitats como bordes de bosques, claros, enmarañados arbustivos y jardines. Puede ser encontrado en gran cantidad alrededor de árboles florecidos, inclusive de especies introducidas, como Eucalyptus. Se adapta con facilidad a ambientes perturbados, inclusive urbanos. Desde el nivel del mar (localmente) hasta arriba de los 2000 m de altitud.

## Descripción morfológica

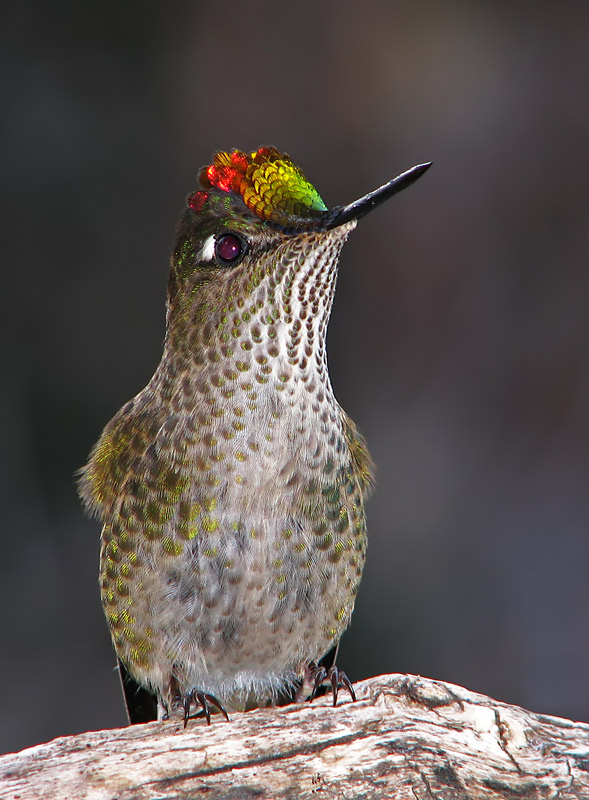
Detalle de las plumas multicolores de la cabeza en un macho

Mide en promedio 11 cm de longitud. Presenta dimorfismo sexual dado que el macho tiene la cabeza verde con corona roja anaranjada iridiscente, con mancha blanca pos-ocular. Su garganta es verde con pequeñas manchas bronceadas brillantes; por encima es verde con brillo bronceado y por debajo verde grisáceo. Los flancos y cola son verdes bronceados. El pico es recto y negro. La hembra es similar al macho, pero con la corona sin el brillo rojo y las medidas de alas, cola y pico algo menores.

## Reproducción
Nidifica en ramas de árboles o arbustos que suelen estar sobre las aguas de riachuelos, en donde construye un nido colgante sobre éstas, acarreando pastos, musgos y otros vegetales blandos, muy bien trabajados y moldeados. La postura se realiza entre los meses de octubre y noviembre. Coloca dos huevos blancos algo opacos, alargados, de tamaño de 15 x 9 mm aproximadamente.

## Comportamiento y ecología
En Chile, esta especie realiza una migración parcial en invierno hacia la zona centro norte de ese país, lo que provoca un aumento de individuos observables en esa área, tanto en ambientes silvestres como en sectores urbanos, cerca de parques y cerros.
Su alimentación es principalmente polen y néctar de las flores, los que obtiene manteniéndose fijo en el aire con un aleteo veloz, al introducir su pico largo y delgado en el interior de sus cálices. También incluye en su dieta insectos y gusanos. Una característica importante del picaflor chico es que es el único polinizador de casi el 20 % de las plantas leñosas en los bosques templados subantárticos.
Para sobrevivir en los climas fríos característicos del sur de su área de distribución, el picaflor chico requiere consumir una gran cantidad de azúcar, por lo que visita flores con abundante néctar, generalmente corresponde a flora nativa neotropical, ricas en sacarosa y pobres en monosacáridos, además de polinizar plantas ornitófilas. Esto se ha corroborado por la presencia de polen de estas plantas en el cuello, cabeza y pico de los colibríes.
Los machos muestran territorialidad en áreas de alimentación. Este comportamiento consiste en la vigilancia y defensa de territorios con alta densidad de flores, lo que provoca un cambio en su comportamiento de forrajeo, obedeciendo a las condiciones ambientales y costos de alimentación. El picaflor chico puede realizar varias visitas a flores durante un día activo, lo que les permite forrajear en diferentes flores que pueden estar a grandes distancias unas de las otras. Estos colibríes prestan mayor atención a la ubicación espacial de una flor en lugar de buscar señales visuales en estas, por lo que usan la información recopilada de visitas anteriores, en lugar de la atracción visual como respuesta automática. Para esto, se asume que el picaflor chico utiliza su aprendizaje y memoria espacial, ya que se entiende que pueden recordar la variabilidad de las flores por la forma, color, calidad, cantidad y tasa de renovación de néctar. Lo que produce una relación de familiaridad entre la ubicación y el comedero más gratificante.
En cuanto a sus costos energéticos, los costos de termorregulación son entre 40 %  a 60 %  de su presupuesto total de su energía diaria. Además, es característico su alto coste energético generado por su inconfundible vuelo, en el cual el enfriamiento por convección producida por sus rápidos aleteos puede incrementar su pérdida de calor, por lo que se someten a estado de sopor al existir deficiencia energética y/o bajas temperaturas. Esto puede suceder cuando la disponibilidad de alimento disminuye y también puede depender de las diferentes estaciones relacionadas con la migración.
En relación con el alto coste alimenticio, este exige un alto consumo de néctar, por lo que prefieren forrajear en flores renovadas, que le proporciona una tasa de energía más alta que aterrizar en flores recientemente vaciadas. Esto se puede relacionar con la territorialidad en los machos estableciendo áreas de alimentación, siendo defendidas mediante vocalizaciones y percusiones, pudiendo reconocer al menos dos tipos de vocalizaciones. 
El picaflor chico realiza fundamentalmente dos tipos de vocalizaciones de territorialidad o enfrentamiento y las vocalizaciones de contacto. Las vocalizaciones de territorialidad o enfrentamiento son agudas y moduladas de larga duración, generalmente más de dos segundos. Las vocalizaciones de contacto, las cuales son monotónicas, con un único elemento de corta duración inferior a 0,5 segundos y se puede repetir en intervalos de tiempo relativamente constante. En la mañana, cada macho despliega una conducta territorial con mayor frecuencia por sobre la otras.  Por la noche solo está presente la vocalización de contacto. Esto podría deberse a que los picaflores bajo ciertas condiciones podrían evitar el sopor nocturno, con el fin de reducir la depredación u otros riesgos. Además, la ausencia del canto territorial nocturno podría explicarse porque la presencia de la conducta territorial y pelear por los recursos son actividades diurnas.
Ecológicamente, de todas las aves presentes del bosque templado de Sudamérica austral, el picaflor chico es el polinizador vertebrado más importante y abundante del mismo. Esto se puede apreciar en Chile durante la época estival en varios sectores como en el archipiélago de Chiloé donde es la especie de ave más común con el 16,5 % de abundancia relativa. En los bosques costeros de Osorno a fines de verano es la segunda especie más frecuente después del chucao (Scelorchilus rubecula) con un 11 % de abundancia relativa; mientras que en el bosque de Llao-Llao, en las cercanías de Bariloche, Argentina, es la cuarta especie de verano más común con un 9 % de abundancia relativa. Aunque el picaflor chico migra hacia latitudes más bajas durante el invierno, o sea hacia el norte, una parte de la población permanece todo el año como residente en la zona norte de los bosques del sur de Chile y Argentina. En época invernal en los bosques preandinos de Osorno, Chile, se ha registrado entre un 10 % a 20 % de abundancia relativa de aves invernales.

## Sistemática

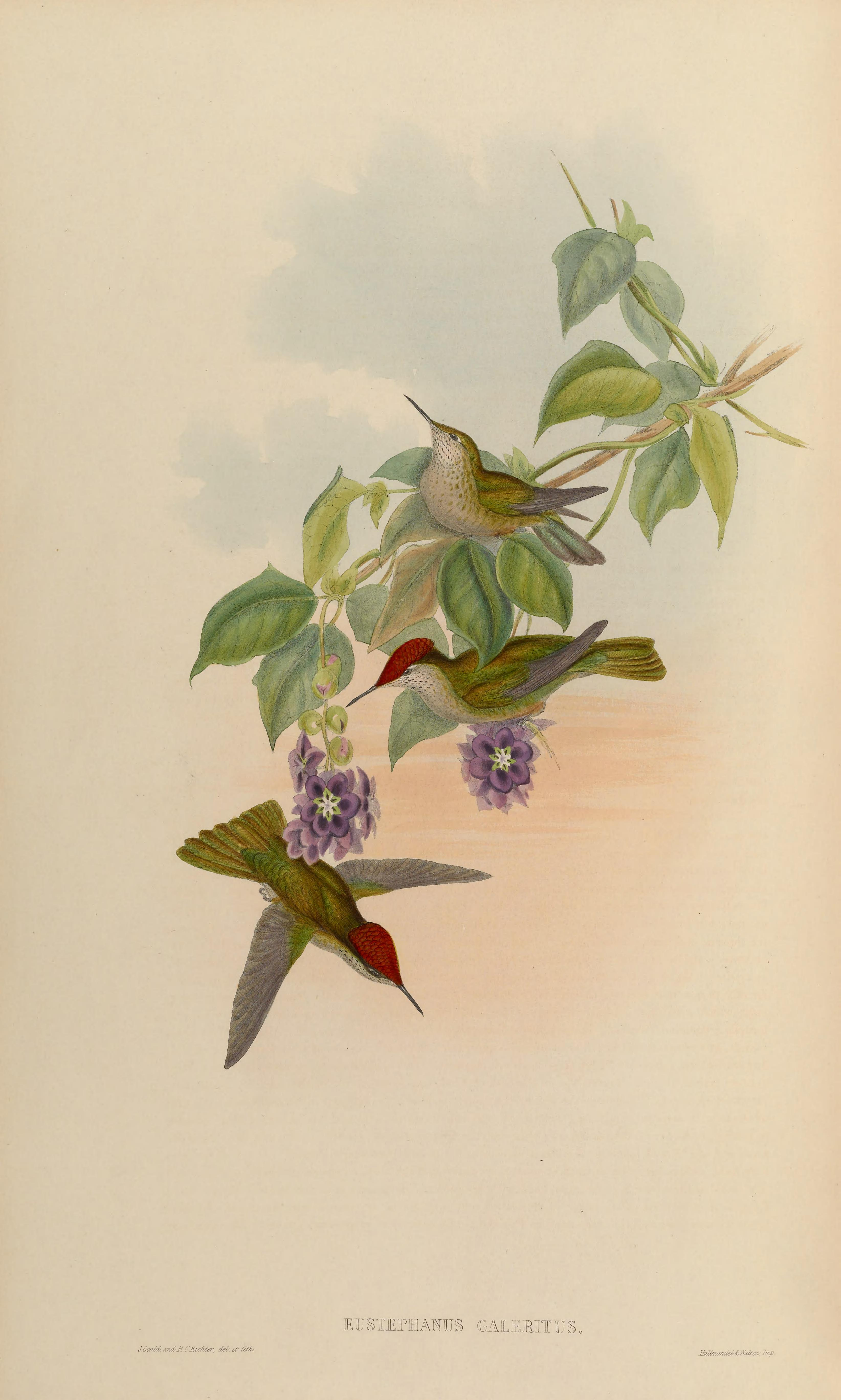
Eustephanes galeritus sinónimo de Sephanoides sephaniodes ilustración de Gould y Richter en A monograph of the Trochilidae, or family of humming-birds 4, 1861.

### Descripción original
La especie S. sephaniodes fue descrita por primera vez por los ornitólogos franceses Rene Primevère Lesson & Prosper Garnot en 1827 bajo el nombre científico  Orthorhynchus sephanoïdes; su localidad tipo es: «Bahía de Concepción, Talcahuano, Chile».

### Etimología
El nombre genérico masculino «Sephanoides» proviene del nombre específico Orthorhynchus sephaniodes, «sephaniodes», por su vez se compone de las palabras del griego «stephanē» que significa ‘corona, diadema’, y «oidēs» que significa ‘semejante, que se parece’.

### Taxonomía
Algunos autores han transferido erróneamente el nombre genérico para el nombre de la especie, refiriéndola como «Sephanoides sephanoides». En el pasado, ha sido alternativamente listada como S. galeritus, aunque la justificación histórica es dudosa ya que no puede ser identificada como siendo el presente taxón. Los análisis genéticos recientes soportan la relación de hermanas entre la presente y Sephanoides fernandensis. Es monotípica.